# 南柏
南柏（みなみかしわ）は、千葉県柏市の地名。現行行政地名は南柏一丁目および南柏二丁目。郵便番号277-0855。

## 地理

### 隣接する大字・町
- 柏市
  - 豊四季
  - 新富町
  - 豊町
  - 南柏中央
- 流山市
  - 松ケ丘

### 地価
住宅地の地価は、2014年（平成26年）1月1日の公示地価によれば、南柏2-3-17の地点で16万7000円/m2となっている。

## 世帯数と人口
2017年（平成29年）10月31日現在の世帯数と人口は以下の通りである。
| 丁目       | 世帯数    | 人口    |
| ---------- | --------- | ------- |
| 南柏一丁目 | 830世帯   | 1,563人 |
| 南柏二丁目 | 612世帯   | 1,093人 |
| 計         | 1,442世帯 | 2,656人 |

## 小・中学校の学区
市立小・中学校に通う場合、学区は以下の通りとなる。
| 丁目       | 番地      | 小学校         | 中学校             |
| ---------- | --------- | -------------- | ------------------ |
| 南柏一丁目 | 1～13番地 | 柏市立豊小学校 | 柏市立豊四季中学校 |
| 南柏一丁目 | 14～15番  | 柏市立旭小学校 | 柏市立豊四季中学校 |
| 南柏二丁目 | 11～14番  | 柏市立旭小学校 | 柏市立豊四季中学校 |
| 南柏二丁目 | 1～10番地 | 柏市立豊小学校 | 柏市立豊四季中学校 |

## 施設
- 南柏駅前郵便局

## 交通

### 鉄道
- 常磐線（各駅停車）南柏駅がある。

### 道路
- 国道6号